# Son Cladera
Son Cladera ist ein Stadtteil des Levante-Bezirks von Palma und wird von den Stadtteilen Son Oliva, Son Rullán, Virgen de Lluc, El Vivero, es Rafal Vell, Son Fortesa und der Gemeinde Marratxí begrenzt. 
Sein Name kommt von dem alten Gehöft, auf dem der Stadtteil heute liegt.
Der Stadtteil Son Cladera wurde zwischen den Jahren 1964 und 1966 als Vorort von Palma erbaut. Auf dem Gelände gab es bereits einige Häuser (Can Roses).
Die Bebauung des Viertels besteht aus großen Blöcken orthogonaler Form, die in regelmäßigen Abständen gleich verteilt sind. In Ermangelung von Wirtschaftsbetrieben entwickelte sich hier ein Schlafviertel zwischen der Autobahn MA-13 nach Inka und dem Bahnhof Son Cladera-es Vivero.
Son Cladera wird durch die Buslinie 10 der EMT sowie durch die Linie M2 der SFM mit dem ÖPNV versorgt.